# Joumou
El joumou (pronunciado /ʒuːmuː/; del francés, giraumon) denominada también como sopa de calabaza) es una sopa típica de la cocina haitiana. Se trata de un plato típico de los haitianos en Año Nuevo, siendo tomada como desayuno los domingos por la mañana. Se trata de una sopa elaborada con pedazos de carne y verduras que se sirve caliente acompañado de tostadas de pan.
Esta tradición haitiana, es un tributo histórico a su independencia de Francia, que implicó su liberación de ese pueblo de la esclavitud. Mientras fueron una colonia francesa, a los esclavos se les obligaba a preparar este tipo de sopa, pero se les prohibía comerla. Al declarar Jean-Jacques Dessalines la independencia de Haití el primero de enero de 1804, instruyó que todo el pueblo tomara sopa de Joumou, como símbolo de independencia, unidad, fraternidad y sororidad, de la primera república libre, liderizada por afrodescendientes, de toda la humanidad.

## Características
Uno de los ingredientes principales de esta sopa es la calabaza que se suele poner en trozos y dejar cocer para posteriormente hacer puré, este ingrediente le proporciona a la sopa un color característico.  La carne más habitual es la de vacuno. El día de año nuevo los comercios de Haití ofrecen los ingredientes de esta sopa tan popular. El día de Año Nuevo los haitianos no suelen preparar mucha comida ya que se preparan para celebrar el día 2 de enero el día de los ancestros, siendo el 1 de enero el día de la celebración de su independencia en 1804.